# Diritto di difesa (serie televisiva)
Diritto di difesa è una serie televisiva italiana trasmessa in Italia da gennaio ad agosto 2004, per la regia di Gianfrancesco Lazotti e Donatella Maiorca. 

## Trama
La fiction racconta le vicende degli avvocati dello Studio Legale Valieri di Roma, dove vengono sfruttate le novità apportate nel Codice di Procedura Penale, cioè il fatto che la difesa può condurre indagini separate ed indipendenti dalla Procura, perciò si avvale della collaborazione di un investigatore privato per compiere indagini supplementari.

## Episodi
| Stagione       | Episodi | Prima TV |
| -------------- | ------- | -------- |
| Prima stagione | 26      | 2004     |